# Vetkoek

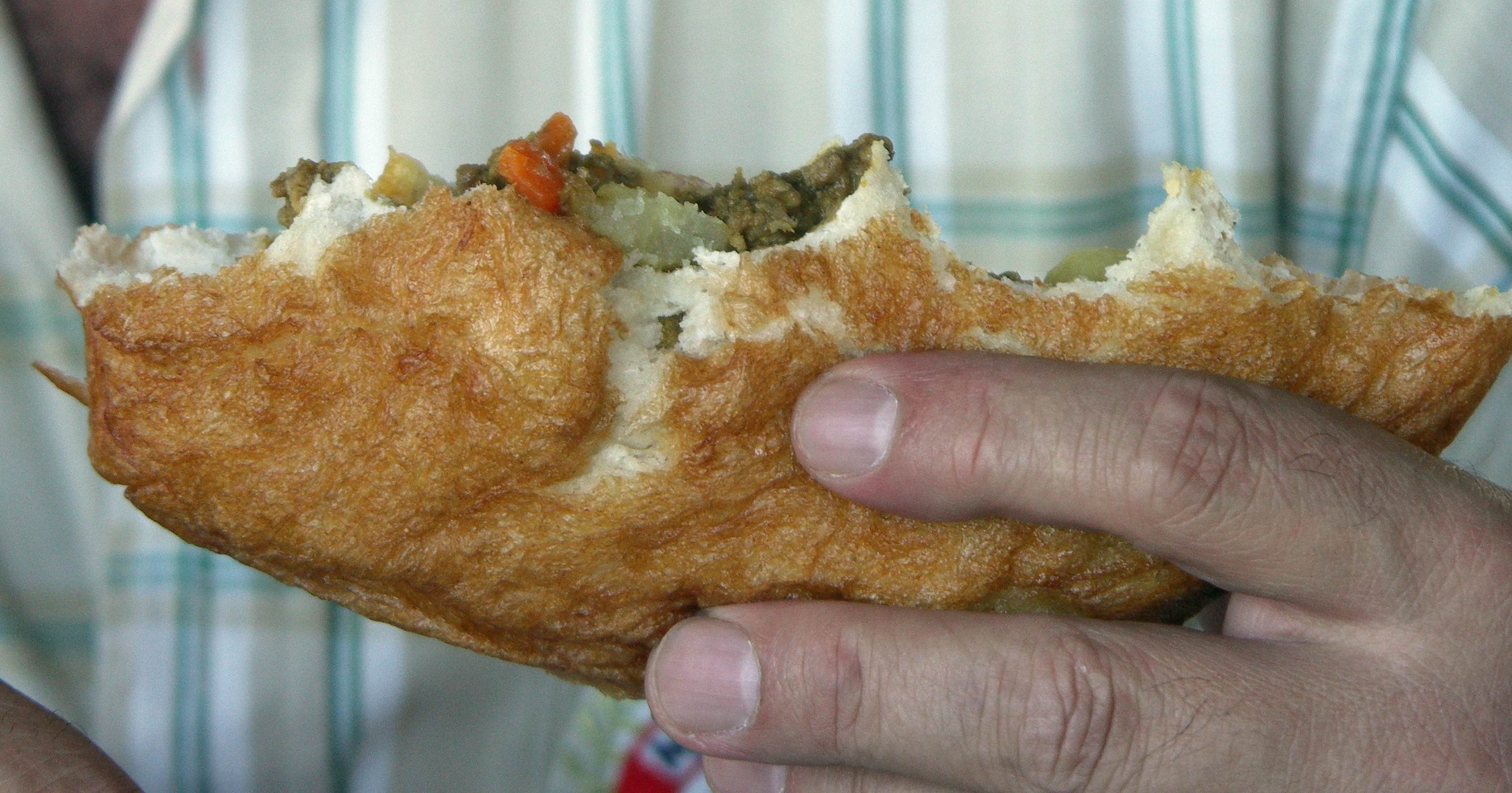
Vetkoek

Vetkoek is een traditioneel Zuid-Afrikaans (bij)gerecht. Vetkoek lijkt sterk op de Nederlandse krentenloze oliebol, of de Surinaams-Hindoestaanse bara, alleen is Afrikaanse vetkoek plat in plaats van rond.
Het deeg wordt goud- tot donkerbruin gefrituurd en daarna traditioneel gedeeltelijk opengesneden en gevuld met gehakt of overgoten met stroop. Deze hartige vetkoek wordt meestal gegeten in combinatie met braaivleis.
Soms wordt de vetkoek ook gevuld met kaas en/of jam.
Erg populair is de kerrievetkoek, die met een pittig kerriemengsel, al of niet met gehakt, gevuld wordt. Dit staat in Zuid-Afrika ook bekend als de currybunny.